# Obereopsis nigrivertex
Obereopsis nigrivertex är en skalbaggsart som beskrevs av Stephan von Breuning 1949. Obereopsis nigrivertex ingår i släktet Obereopsis och familjen långhorningar.
Artens utbredningsområde är Myanmar. Inga underarter finns listade i Catalogue of Life.